# Химченко, Виктор Иванович
Виктор Иванович Химченко — инженер, директор ЛГХР (1987—1991), генеральный директор ЛГП «Алмаз» (1987—1996), лауреат Государственной премии СССР (1989).
Родился 17.08.1931 в г. Верхний Ворошиловградской области в семье инженера Лисичанского химического завода «Донсода».
Окончил химический факультет Харьковского политехнического института по специальности инженер-механик (1954) и заочно — химический факультет Киевского политехнического института по специальности «Технология неорганических веществ и химических удобрений» (1962—1966).
С 1954 г. механик Рудоуправления № 10 в пос. Лермонтовский (п/я № 1). Затем там же механик завода.
В 1964—1967 гг. второй секретарь Лермонтовского горкома КПСС.
С 1967 г. снова работал в Рудоуправлении № 10 (с 1967 года — Лермонтовское горно-химическое рудоуправление (ЛГХР): начальник цеха по производству удобрений, с 1970 г. директор Гидрометаллургического завода (ГМЗ), в 1987—1991 директор ЛХГР. В 1987—1996 гг. генеральный директор ЛГП «Алмаз» Министерства атомной энергии Российской Федерации. В 1996—1997 гг. советник генерального директора.
В 1980-е годы руководил переводом предприятия с добычи и переработки урановых руд на производство фосфорных удобрений, алюминиевых лигатур и другой высокотехнологичной продукции.
Получил 32 авторских свидетельства на изобретения.
Лауреат Государственной премии СССР (1989) — за создание промышленного производства специального материала (за разработку и внедрение технологии производства скандиевой продукции). Заслуженный изобретатель РСФСР (23.12.1991). Награжден орденами Трудового Красного Знамени, Дружбы народов, «Знак Почёта», медалями «За трудовую доблесть» и «Ветеран труда».
Кандидат в мастера спорта по плаванию (1953).
Умер 06.04.2021.
Жена — Маргарита Химченко, лаборант центральной химической лаборатории, умерла в 1992 году. Сын, Андрей, окончил Московский
институт стали и сплавов в 1986 году и был направлен на работу в г. Шевченко, работал на ГМЗ, погиб в 1996 году в автокатастрофе. Вторая жена, Надежда Михайловна Кислева — провизор.